# Лундквист, Адам
Адам Стефан Лундквист (швед. Adam Stefan Lundqvist; 20 марта 1994, Нючёпинг, Швеция) — шведский футболист, защитник клуба «Хеккен». Участник Олимпийских игр 2016 года.

## Клубная карьера
Адам начал карьеру в клубе «Нючёпинг», за который он сыграл несколько матчей во втором шведском дивизионе.
В 2011 году Лундквист перешёл в «Эльфсборг». 25 сентября 2013 года в матче против «Броммапойкарна» он дебютировал в Аллсвенскане. 17 августа 2014 года в поединке против «Кальмара» Адам забил свой первый гол за «Эльфсборг». В 2014 году он помог клубу завоевать Кубок Швеции.
26 апреля 2018 года Лундквист перешёл в клуб MLS «Хьюстон Динамо». Сыграв один матч за фарм-клуб в USL «Рио-Гранде Валли Торос», за «Хьюстон Динамо» в MLS он дебютировал 30 мая в матче против «Реал Солт-Лейк». 25 марта 2021 года Лундквист продлил контракт с «Хьюстон Динамо» до конца сезона 2022 с опциями на сезоны 2023 и 2024.
10 января 2023 года Лундквист был продан в «Остин» за $500 тыс. в общих распределительных средствах. За «Остин» он дебютировал 4 марта в матче против «Клёб де Фут Монреаль», выйдя на замену в компенсированное время второго тайма вместо Джона Галлахера. По окончании сезона 2023 «Остин» отклонил опцию продления контракта с Лундквистом.
10 января 2024 года Лундквист подписал трёхлетний контракт с клубом «Хеккен». За свой новый клуб он дебютировал 17 февраля в матче Кубка Швеции против «Эстерсунда».

## Международная карьера
6 января 2016 года в товарищеском матче против сборной Эстонии Лундквист дебютировал за сборную Швеции.
В 2016 году Адам в составе олимпийской сборной Швеции принял участие в Олимпийских играх в Рио-де-Жанейро. На турнире он сыграл в матчах против команд Колумбии, Нигерии и Японии.
В 2017 году в составе молодёжной сборной Швеции Лундквист принял участие в молодёжном чемпионате Европы в Польше. На турнире он сыграл в матче против команды Англии и Польши.

## Достижение
Командные
 «Эльфсборг»
- Обладатель Кубка Швеции — 2013/14

 «Хьюстон Динамо»
- Обладатель Открытого кубка США — 2018